# 이언적
이언적(李彦迪, 1491년 11월 25일 ~ 1553년 11월 23일)은 조선의 성리학자이자 정치가이다. 조선국 의정부 좌찬성 등을 지냈다.
본관은 여주(驪州)(혹은 여강(驪江)), 자(字)는 복고(復古), 호(號)는 회재(晦齋), 자계옹(紫溪翁), 시호(諡號)는 문원(文元)이다. 유네스코 세계문화유산인 경주 양동마을 태생으로 유학자로서 최고의 영예인 문묘 종사와 조선왕조 최고 정치가의 영예인 종묘 배향을 동시에 이룬 6현 중 한 명이다.(이들 6현은 이언적, 이황, 이이, 송시열, 박세채, 김집이다.)
학문적으로는 조선 최초의 철학적 논쟁인 태극논쟁(太極論爭)을 벌여 한국 성리학의 태두가 되었고, 이선기후설(理先氣後設)과 이기불상잡설(理氣不相雜說)을 강조하는 사상을 확립해 이황에게 계승시켜주었으며, 보물 제 586호로 지정된 수고본 일괄 등 다수의 저서를 남겨 영남학파의 창시자로 추앙됨으로써 1573년 경주 옥산서원에 주향되었고, 1610년 문묘에 종사되었다. 그밖에도 중종 때 왕세자였던 인종의 사부의 한 사람으로 선발되어, 왕세자 이호(훗날 인종)의 교육을 맡아보았다.
정치적으로는 1513년 사마시와 1514년 문과에 급제한 후 이조판서, 예조판서, 형조판서, 한성부판윤, 경상도 관찰사, 대사헌, 대사성 등 요직을 역임한 뒤 종1품 숭정대부 의정부 좌찬성과 원상(院相)에 올랐다. 사후 선조로부터 1568년 대광보국숭록대부 의정부 영의정으로 추증되었고, 1569년 종묘의 명종 묘정에 배향되어 종묘배향공신이 되었다.
그의 종가(宗家) 종택(宗宅)은 경주 양동마을 무첨당이며, 현재 17대 종손(宗孫)은 이지락(李址洛)이다.
이언괄은 그의 아우이며, 손경(孫曔)은 그의 외사촌 동생이며, 김사(金嗣)는 외가 쪽 친척이다.

## 생애

### 생애 초반

#### 종가무첨당, 가계와 출생, 유년기
회재 이언적은 1491년(성종 22년) 11월 25일 경상북도 경주군 강동면 양동리에 있는 유네스코 세계문화유산인 경주양동마을 양좌촌(良佐村)에 있는 외조부 손소의 서재 서백당(書百堂)에서 출생하였으며 지난날 한때 경기도 여주에서 잠시 유아기를 보낸 적이 있다. 그는 훈련원 참군 등을 지낸 이수회(李壽會)의 손자로, 아버지는 성균관 생원 증 의정부좌찬성 이번(李蕃)이고 어머니는 증 정경부인 경주손씨(慶州孫氏)로 계천군(鷄川君) 손소(孫昭)의 딸이다. 처음 이름은 적(迪)이고 자(字)는 복고(復古)이며 호(號)는 회재(晦齋)였다. 원래 초명은 적(迪)이었으나 훗날 중종때 언(彦)자를 더하여 언적(彦迪)이라 하였다. 그는 주자를 일생의 사표로 삼아, 아호를 회재라 하였는데, 이는 주희의 호인 회암(晦菴)의 학문을 따른다는 뜻에서 회재(晦齋)라 지은 것이다.
할아버지 이수회는 훈련원참군을 역임하였으며 경주 이씨와 혼인하였는데, 이는 경주 이씨가 토성 재지사족 성씨였기에 혼인한 경우였다. 아버지 이번은 성종의 총애를 받아 성균관 생원으로 수학하였으나 관직에 오르지 못한 채 요절했다. 외할아버지 손소(孫昭, 1433-1484)는 경상북도 청송 출신으로 처가를 따라 양동마을로 들어왔으며, 이시애의 난을 진압해 적개공신 2등에 책록되었으며 공조참의, 진주목사 등을 역임했다. 이시애의 난 때 형조정랑으로 평정하러 갔던 손소의 형 손욱(孫旭)은 함흥에서 순절했다.시체가 진펄처럼 쌓인 곳에서 어렵게 찾아서 손소가 고향으로 모셨다. 둘째 외삼촌인 우재 손중돈(愚齋 孫仲敦)과 망재 손숙돈(忘齋 孫叔暾)은 경주 지역의 저명한 성리학자였다. 특히 손중돈은 정2품 우참찬과 이조판서를 지낸 재상이기도 했다.
1500년(연산군 6) 2월 10세 때 아버지 이번을 여의고 흥해군 도음산(興海郡 禱陰山)에 장사 지내고, 외삼촌인 손중돈(孫仲暾)의 손에 양육되었다. 어린 시절을 불우하게 보냈다. 그러나 그는 경주의 명문 양반가에서 태어났으므로 경제적으로는 유복하고 풍족한 환경에서 성장하였다.

#### 수학과 청년기

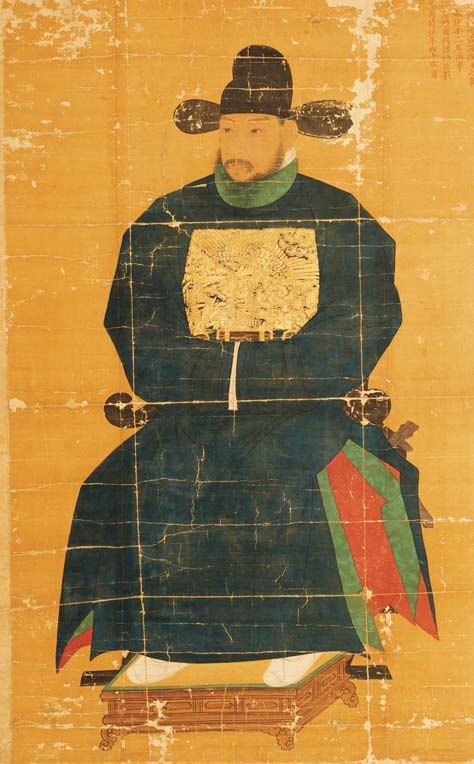
외할아버지 손소

일찍이 김종직의 문하생인 외삼촌 손중돈의 문하에서 성리학을 수학하였다. 외삼촌 손중돈은 점필재 김종직의 문인으로 수학했으며, 김종직의 학문은 이색, 정몽주, 길재의 학통이었다. 외삼촌이자 스승인 손중돈을 통해 김종직의 학문을 사사하게 된다. 이언적은 김종직 학파의 학통을 사사했지만 조광조의 급진적인 개혁안에는 반대하였다. 오히려 조광조 등의 개혁이 실패할 것이라 예상하고 조광조 일파의 천거나 정책에 참여하지 않고 관망하였다.
1508년(중종 3) 박숭부(朴崇阜)의 딸 함양박씨와 결혼하였으나 오래도록 아들이 없어 사촌 동생 이통(李通)의 아들이자 5촌 조카인 이응인(李應仁)으로 양자를 삼아 학문, 양동마을의 무첨당 종가와 사당을 물려주었다.
1513년(중종 7년) 생원시에 입격하여 생원이 되고 성균관에 들어가 유생으로 수학하였다. 1514년(중종 9년) 문과에 급제하여 권지교서관부정자(權知校書館副正字)가 되었다. 이후 경주 주학교관(州學敎官)이 되었다. 1517년 27세 때에 선배 학자 조한보(曺漢輔) 등을 만나 여러 차례에 걸쳐 논쟁한 무극(無極)· 태극설(太極說)은 조선 초유(初有)의 대논쟁으로 유명하였다.

#### 무극 태극 논쟁
1517년(중종 12년) 영남지방의 선배학자인 손숙돈(孫叔暾)과 조한보(曺漢輔) 사이에서 성리학의 기본쟁점인 무극태극(無極太極)에 대한 논쟁이 벌어졌다. 그는 약관의 나이에 이 논쟁에 뛰어들어 자신의 견해를 밝혔는데, 주희의 주리론적 견해를 바탕으로 두 학자의 견해를 모두 비판하여 자신의 학문적 견해를 밝혔다.
이언적은 이 논쟁에서 이기론(理氣論)의 주리론적 견해로서 이가 기보다 우선적이라는 이선기후설(理先氣後說)과 이기불상잡설(理氣不相雜說)을 강조하였다. 이러한 이기 논쟁에서의 이의 우위를 주장한 이우위설(理優位說)의 견해는 이황(李滉)에게로 계승되어 영남학파의 성리설에 선구가 된다. 이 일로 그는 일약 젊은 성리학자로서 명성을 쌓게 되었다. 이후 조광조 등이 그를 요직으로 천거하려 하였으나 사양하고 학문 연구와 독서에 치중하였다.
'무극태극논변無極太極論辯'에 관한 논쟁은 조선 성리학 철학사에 첫머리를 장식하는 논쟁이라 할 수 있다. 이 논쟁은 후일 이황과 기대승의 '사단칠정논쟁', 이이와 성혼의 '사단칠정논쟁', '인심도심논쟁'의 신호탄이 되었다.
그는 호를 회재(晦齋)라 하여 주자의 뜻을 계승하고 그대로 따를 것을 결심한다. 그러나 주자의 입장을 그대로만 받아들인 것은 아니었다. 주자의 견해나 사서육경의 내용을 무조건적으로 수용하지는 않고 자신의 입장에서 독창적으로 해석을 가하기도 하였다. 그의 학문적 능력은 중종의 귀에도 들어가 중종으로부터 각별한 신임을 얻게 된다.

### 학문 연구, 관료 생활

#### 관료생활 초반

##### 기묘사화 전후
1517년(중종 12) 7월 부정자를 거쳐 10월 정자가 되었다.1518년(중종 13) 답망기당서(答忘機堂書) 4편을 쓰다.
이후 성균관전적이 되고 이조정랑이 되었다가 그 뒤 조광조, 김식 등이 등용되자 사헌부지평이 되고 이후 이조정랑, 사헌부 장령(掌令) 등을 지냈다. 1518년 12월 할아버지 이수회의 상을 당하여 3년상을 하였다. 그러나 1519년의 기묘사화로 조광조 등 다수가 희생되었으므로 그는 여러 번 사양하거나 외직을 자청하였다.
1521년(중종 16) 4월 3년상을 마쳤으나 관직을 사양하고 경주에 내려가 삼성암(三聖庵)에 머무르며 학문 연구와 제자 교육에 전념하였다. 그해 8월 중종이 그를 홍문관박사 겸 경연사경(弘文館博士兼經筵司經), 춘추관기사관(春秋館記事官)이 되어 중종이 거듭 불러서 상경하다. 이때 왕명으로 이름을 언적(彦迪)으로 개명하였다. 1522년 2월 세자시강원 설서가 되고, 1524년(중종 19) 어머니의 봉양을 위해 외직을 자청하여 그해 인동현감에 임명된다. 1524년 6월 인동현감(仁同縣監)으로 나가 선정을 베풀고 돌아왔다.

##### 인종의 사부가 되다
1526년 7월 다시 사헌부지평이 되었으나 외직을 자청하여 외직인 밀양부사로 나갔다. 1527년(중종 22) 7월 중앙으로 복귀, 세자시강원문학(侍講院文學)이 되어 인종을 가르쳤고, 그해 8월 사헌부 장령을 겸하였다. 이후 계속 세자시강원에서 왕세자를 가르치며 겸임으로 1528년(중종 23) 2월에는 봉상시 첨정, 내자시부정에 임명되었다. 1528년(중종 23) 6월 성균관사성이 되었다.
1528년(중종 23) 8월 경상도암행어사로 나갔다가 3개월만에 돌아왔다. 그는 모친봉양을 위해 외직을 자청했고, 1528년(중종 23) 11월 밀양부사(密陽府使)에 임명되었다. 밀양부사로 재직 중 선정을 베풀어 선정비가 세워졌고 백성들은 그가 이임해갈 때 가지 말라고 만류하기도 했다. 인동현감과 밀양부사로 있을 때 그는 근무시간 후 퇴청 이후에는 서실을 열고 성리학 학문을 가르쳤는데 이는 그의 사조 김종직의 퇴청 후 서실을 열고 문인을 가르치던 것을 본받은 것이다. 그 뒤 여러 관직을 거쳐 1530년(중종 25)에는 사간원 사간(司諫院司諫)이 되었다.

#### 학문 연구

##### 낙향과 학문 연구
1530년(중종 25) 11월 사간원 사간이 되다. 1531년 사간으로 있을 때 김안로(金安老)의 등용을 반대하다가 김안로와 갈등, 김안로의 아들이 중종의 딸 효혜공주와 결혼하여 외척으로 실권을 잡으면서 그의 사주를 받은 심언광(沈彦光) 등의 공격을 받아 삭출되어 쫓겨났다. 1531년(중종 26) 1월 김안로의 기용을 반대하다가 성균관사예로 좌천되었다. 1531년(중종 26) 김안로 일파의 탄핵을 받았으나 왕세자의 사부라서 유배되지 않고, 파직만 당하였다.

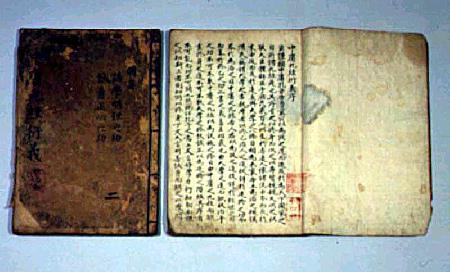
저서 '이언적 수고본'

파직된 이후 한양을 떠나 고향인 경주에 낙향하였으나, 자신의 행보가 가족은 물론 가문 전체에 화가 미칠 것을 염려하여 자신의 종가인 양동마을 무첨당으로 바로 돌아가지 않고 근처 자옥산(紫玉山)에 올라 1532년 자옥산에 별채 서실인 독락당(獨樂堂)을 짓고 성리학 학문 연구와 후학 양성에 집중하였다.
그는 맹자의 진심장구 상에 나온 독락 장에서 이름을 따서 자신의 서재를 독락당이라 하였다. 맹자의 '진심장구 상'에는 "옛날 어진 선비만이 어찌 홀로(獨) 그렇지 않겠는가. 자신의 도를 즐겼고(樂) 사람의 권세를 잊었다.(古之賢士何獨不然. 樂其道而忘人之勢.)"라고 하였다. 그는 이를 신조로 삼아 학문에 전념하였다.
자옥산의 독락당에서 학문을 연구하던 그는 엄격한 주자의 해석과 주해에 얽매이지 않고, 이를 자유롭게 해석하였다. 이언적은 독락당에 있을 무렵 주자가 역점을 두었던 대학장구(大學章句)를 '경일장과 전십장(經一章 伝十章)'으로 주석을 붙였던 내용에 대신해서, 문맥이 잘 통하지 않는다고 해서 차례를 바꾸어 '경일장 전구장 (經一章 伝九章)'으로 다시 고쳐 썼다.
이때 비판을 우려하는 시각에 대해 그는 "비록 주자가 다시 일어나더라도 나의 해석을 따를 것이다" 라고 말하며 강한 자신감을 보였다. 이언적은 주자를 비롯한 중국 성리학자의 학문을 많이 인용하였지만, 그 견해를 그대로 본받고 무조건 무오의 진리로 따르지는 않았다. 이러한 그의 태도는 주자의 한 마디의 말과 글을 금과옥조로 받아들였던 조선 중기, 후기 성리학자들의 학문태도에 비해서 매우 적극적이고 도전적인 자세였다.
그는 맹자의 진심탐구를 탐독했는데, 맹자의 진심탐구 상에는 "막히면 홀로 그 몸을 선하게 하고, 열리면 아울러 천하를 선하게 한다.(窮則獨善其身. 通則兼善天下)"라고 하였다. 이후 5년간 좌절하지 않고 산과 물을 벗삼아 학문을 하고 제자 양성과 독서에 전념하였다. 1537년(중종 32) 장예원첨정(掌樂院僉正), 종부시첨정(宗簿寺僉正)이 되고 그해 홍문관 교리ㆍ응교가 되었다.

##### 복귀와 시폐 상소
1537년(중종 32)에 김안로가 사사되고 김안로 일파가 몰락하자 그해 11월 요직에 복귀하였으며, 바로 종부시첨정(宗簿寺僉正)에 전임되었다가, 홍문관교리, 응교 등을 역임했다.
1538년(중종 33) 2월 의정부검상이 된 뒤 그해 3월 청백리(淸白吏)로 녹선되면서, 특별 가자되어 의정부좌사인(左舍人)이 되고 얼마 후 군기시정(軍器寺正)이 되었다. 그 뒤 그해 5월 홍문관 직제학(直提學)을 역임하고 외직을 자청하여 그해 10월 전주 부윤(全州府尹)으로 부임하였다. 전주부윤 재직 중 경내(境內)를 평안케 하였으며, 부임 초에 조정에 수천언(數千言)의 글인 〈일강십목소 一綱十目疏〉를 올려 국가대본(國家大本)과 정치의 도리를 논하였다. 전주부윤 재직 당시 선정을 베풀어서 송덕비가 세워졌다.
〈일강십목소 一綱十目疏〉의 내용에 감격한 왕의 찬탄을 받고 특별히 가선대부(嘉善大夫)에 제수되고 예조참판이 되었다가 뒤이어 자헌으로 승진하였다. 이후 성균관대사성, 사헌부대사헌, 홍문관부제학 등을 역임했다.
1539년(중종 34) 10월 세자우부빈객이 되어 다시 왕세자를 가르쳤다. 1539년(중종 34) 12월 병조참판이 되고, 1540년 예조참판, 성균관 대사성을 거쳐 그해 11월 사헌부 대사헌이 되었다.
1541년(중종 36) 3월 홍문관 부제학, 8월에 김해 부사, 9월에 한성부 판윤, 다시 의정부 우참찬이 되었다.
1542년(중종 37) 1월 이조판서가 되었다가 4월 지중추부사가 되고, 1542년 이조판서, 예조, 형조의 판서에 임명되었다. 1542년 8월, 사헌부 대사헌, 9월, 형조판서, 예조판서를 거쳐 그해 11월 의정부좌참찬, 12월 안동 부사(安東府使)에 제수되었다. 홍문관제학 동지성균관사를 겸하였다.
1543년(중종 38) 1월 의정부 우참찬에 제수되고, 7월 검토관 김인후(金麟厚)가 주강(晝講)에 나아가 기묘명현(己卯名賢)들의 신원 복원을 개진하며, 그들이 숭상하던 ≪소학≫· ≪향약≫의 폐기의 부당성을 건의하자, 그도 특진관으로 기묘명현들이 숭상하던 ≪소학≫을 강독하여 백성들을 교화시키는데 유념할 것을 건의하였다. 그해 7월 경상도관찰사로 부임하였다.

#### 정치 활동

##### 사림파의 정치 이론 확립
당시사림파에 속한 주자학자로 당시는 대지주였던 훈구세력과 중소지주 출신의 독서인이었던 사림이 대항하던 시기였는데, 그는 사림의 입장에서 중세적 이념체계인 주자학을 이론적으로 정교화하여 봉건 이데올로기의 이론적 완성을 꾀하는 한편 훈구세력을 배척하기 위한 주자학적 명분론을 철학적으로 강화하였다.
그는 이와 기를 논하고 이는 인간의 이성과 덕성을 말하고, 기는 인간의 행동과 희노애락의 감정을 나타내는 것이며 당연히 이와 덕으로 희노애락의 감정을 통제하고 부단히 내면의 수양을 게을리해서는 안된다고 주장하였다.
그는 선배 학자인 조한보(曺漢輔)와 주고 받은 서신을 통한 철학적 토론에서 주리적(主理的)인 세계관에 입각하여 인간 내면을 해석하고, 봉건도덕의 절대성ㆍ선천성을 우주론적 차원까지 높이는 관념론 체계를 수립하였다.

##### 지방관 생활과 정치 활동
1542년(중종 37년) 그는 노모의 봉양을 이유로 여러 번 사직을 하거나 지방관의 외직으로 보내줄 것을 요청하여 안동부사로 나갔다. 그 뒤 다시 형조판서로 임명되어 중앙에 복귀했으나 외직을 자청하여 경상도관찰사로 나갔다가 한성부 판윤이 되었다. 경상도관찰사 재직 시 이황, 이해, 조식 등 영남 선비들을 초빙하였으나 이때 조식만이 그의 부름을 거절했다는 일화도 전한다.
1544년(인종 1년) 봄, 송인수(宋麟壽)와 백양사(白場寺)에서 만났다. 그해 병이 생겨 거듭되는 관직 임명을 사양하였으나 왕이 받아들이지 않았다. 인종 즉위 후, 그는 다시 조광조의 사면 복권을 청하였는데 인종이 동의하여 성사시켰다. 그는 서경덕, 조식 등의 학문적 명성을 전해듣고 이들을 조정에 천거하였으나 모두 사양하였다.
그는 병으로 관직을 물러나려 했지만 인종은 세자시절 사부인 이언적을 지극히 신뢰하였고, 다시 한성부우윤으로 불러들인 뒤 지중추부사로 임명하였다. 1545년(인종 2년)에 1월 숭정대부 의정부우찬성으로 특진하고, 의정부 우찬성겸 판의금부사를 거쳐 의정부 좌찬성이 되었다. 1545년 여름, 병이 나아지자 비로소 지경연춘추관사(知經筵春秋館事)를 겸하며 올바른 인재를 널리 등용할 것과 임금이 먼저 모범을 보여 군덕을 펼칠 것을 진언하였다.
그는 다시 송도 화담의 서경덕을 찾아가 협력하고 도와줄 것을 요청했지만 서경덕은 사양하였다. 오히려 서경덕은 그를 보고 인종이 덕망높은 성군의 재질을 지녔지만 수명이 길지 못할 것이라면서 크게 통곡하였다 한다.

#### 혼란 수습과 공신 책록
1545년(명종 즉위년) 인종이 죽자 사직 상소를 올렸으나 반려되었다. 정국 수습에 필요하다는 신왕의 간곡한 부탁을 받고 의정부좌찬성으로 원상(院相)의 한사람이 되어 국사를 수습하고 정무를 관장했고, 그해 8월 판의금부사를 겸하였다. 명종이 즉위하자 그는〈정부서계 10조 政府書啓十條〉를 올렸다. 이후 원상으로 국사를 수습하는 한편 수렴(垂簾)의 의론을 정하였으며, 정국의 안정을 꾀하는 등의 공로로 위사공신(衛社功臣) 3등에 녹공되고 여성군(驪城君)에 봉작되었다.
한편 그는 문정왕후의 수렴청정을 비판하거나 부정적으로 보는 사림파와 달리 명종이 아직 미성년이라는 점과 현명한 신하들이 올바르게 보필하면 된다는 관점을 갖고 있었으므로, 수렴청정을 비난하거나 반대하지 않았다. 그 뒤 명종 집권 초반 윤원형(尹元衡), 이기(李芑) 일파가 선비를 축출하는 을사사화를 일으켰을 때 추관(推官)이 되어 선비들을 심문하는 일을 맡았지만 자신도 관직에서 물러나게 된다.

### 생애 후반

#### 을사사화 전후
그해 을사사화가 일어나 윤원형(尹元衡) 등이 사림파를 축출하려 하자 때 추관(推官)이 되어 사림파 및 윤임 일파를 심문하는 일을 맡았지만 재판 당시 사림파들에 대한 관대한 판결을 내렸다. 그러나 윤원형과 이기 등이 이를 문제삼아 그도 관직에서 곧 물러났다.
한때 그는 이기를 구원하였는데, 김종직의 문인이자 생육신 성담수의 외조카인 이기는 장인 김진(金震)이 탐관오리라 하여 청요직에 앉지 못했으나, 그가 적극 추천하여 요직에 발탁되었다. 당시 이기는 윤임, 유관, 유인숙 일파를 적극 공격하였으나 그를 비난하고 죄주는 것만큼은 회피하거나 반대하였다.
그러나 이때 그가 판의금부사로 있으면서 을사사화 관련자들의 무죄를 주장하지 않았다 하여 후대의 사림파 중 그를 비난하는 이들도 나타났다. 후에 이이(李珥)는 그가 을사사화 당시 곧은 말로 항거하며 절개를 지키지 못했다고 비판하였으나, 오히려 그는 불의와 타협하지 않으면서도 온건한 해결책을 추구하였던 인물이었다. 또한 그를 비판하던 이이는 이기의 재종손이었다. 그는 사화가 거듭되는 사림의 시련기에 살았던 선비로서, 을사사화 때는 좌찬성·판의금부사의 중요한 직책으로 사림과 권력층 간신 사이에서 억울한 사림의 희생을 막으려고 노력하다가 결국 사화의 희생물이 되고 말았다.
1545년(명종 즉위년) 12월 병으로 사직 상소를 올리고 고향으로 돌아갔다. 그러나 그가 을사사화의 추관으로 있었던 것에 반발하고 속으로 불만을 품었다는 루머가 확산되었다. 1546년(명종 1) 7월 판중추부사가 되었다.

#### 유배와 저술 활동

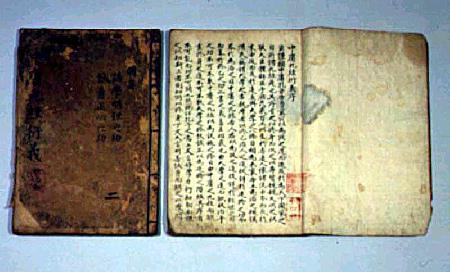
이언적 수고본

을사사화 당시 사림파 인사들의 처벌, 공초에 소극적이었던 일로 윤원형 일파의 눈밖에 나게 되었다. 또한 윤임(尹任) 일파의 처벌에 소극적이고 미온적이었다는 이유로 윤원형, 이기 일파의 의심을 받기도 했다.
그 뒤 1547년(명종 2년) 양재역 벽서 사건(良才驛壁書事件)에 무고하게 연루돼서 평안북도 강계(江界)로 귀양갔다. 유배 때에도 학문 연구에 전심했고 문하생들을 길러냈으며, 많은 저서를 저술했다. 저서로는 회재집(晦齋集), 《대학장구보유(大學章句補遺)》(1549), 속혹문(續或問), 《구인록(求仁錄)》(1550), 《봉선잡의(奉先雜儀)》(1550), 《중용구경연의(中庸九經衍義)》(1553), 구경연의(九經衍義) 등이 있다. 그는 유배생활을 하는 동안 유배생활에 좌절하지 않고 큰 업적이 되는 중요한 저술들을 여럿 남겼다. 후일 이퇴계가 이언적을 학문의 정통이라고 한 데에는 그의 저서들과 경전에 대한 다양한 주해와 자료들을 남겼기 때문이다.
후에 이황은 그를 김굉필(金宏弼), 정여창(鄭汝昌), 조광조와 함께 동방 4현(東方四賢)으로 추모하였다. 이황은 그를 도통의 정통으로 평가하였고 생애 후반과 만년에는 자신의 저서와 학문 연구 외에도 이언적의 저서와 저술들을 정리, 간행하는 일을 주관하기도 했다. 이황은 그를 추모하는 글 중에서 그를 가까이에서 봤는데도 더 많이 묻지 못했다며 아쉬워하기도 했다.
이언적의 철학사상은 정통 주자학의 이론을 받아들였는데 태극론에서 알 수 있듯이 정통 주자학자였다. 그러나 대학장구 등에 대한 독자적인 해석과 개정으로, 후대에 상당히 논란이 되었다. 이언적의 문인들은 후일 이황, 조식, 서경덕의 문인들과 함께 동인을 형성하였고, 동인이 남인과 북인으로 분당될 때, 그의 제자들과 계승자들은 남인의 당원이 되었으며, 일부는 북인으로도 건너갔다.
1548년(명종 3) 6월 배소에서 모친상을 당하였다.

#### 최후
유배지에서도 그는 좌절하지 않고 많은 저술과 학문 연구에 매진하였다. 그는 하늘(天道·天心)과 백성 (人心)에 순응하며, 마음을 다스리는 수양(養心·敬心)에 힘쓸 것을 중요시하는 도학적 수양론을 경세의 근본으로 삼고 있다. 그는 조선조 도학의 학문과 실천에 앞장섰으며 기묘사화로 화를 당한 사림파의 정치적 진출 확보를 위해 꾸준히 노력하였다.
중용구경연의를 집필하던 중 1553년(명종 8년) 11월 30일 평안북도 강계군 배소에서 병으로 죽었다. 사망 당시 그의 나이 향년 63세였다. 일설에는 처음에 시신을 근처에 매장되었다는 설도 있다. 1554년(명종 9) 11월 경상북도 흥해군(興海郡) 도음산(禱陰山) 로 운구되어 매장되었다..

#### 사망 직후
1556년(명종 12) 8월 이전인(李全仁)이 진수팔규를 올리고, 이어 복작(復爵)되었다. 그의 학문과 덕행을 인정하던 훈구파 세력은 그가 죽었다는 소식을 듣고 친히 강계군까지 찾아가서 문상하였고, 이전인이 진수팔규와 함께 이언적이 배소에서 쓴 책을 바치자 이를 탐독하였다. 사후 그의 신원을 청하는 상소가 계속되었고, 1556년에는 명종이 그의 복직과 작위를 복작시킬 때도 아무도 이의를 제기하지 않았다.
1556년(명종 21) 10월 퇴계 이황(退溪 李滉)이 그의 행장(行狀)을 짓다. 퇴계 이황은 말년에 자신의 저서와 학문 연구 외에도 이언적의 자료와 저술을 정리, 재간행하였다. 경전에 대한 원전 외에도 주해와 다양한 해석, 자신의 견해 등을 적은 책들을 읽고 퇴계 이황이 감동하였다 한다. 1567년 11월 왕이 유문을 수습하도록 명했고, 내탕금이 하사되어 국비로 그의 문집과 저서들이 간행되었다.
손자 이의활과 이의잠 등이 그의 문집 간행에 적극 힘을 쏟았고, 묘지(墓誌)를 이항복에게 받기 위해 노력하여 이루어냈다. 광해군 시대 이언적의 출처관이 의심을 받자 류성룡을 움직여 적극 해명하도록 도왔다.

### 사후
묘소는 경상북도 포항시 남구 연일읍 달전리 산81-1번지에 안장되었으며, 묘소 근처에 신도비가 세워졌다. 첫 신도비는 기대승의 글을 1577년(선조 10년)에 이산해가 글씨로 비석에 새겨넣었으나 후에 망실되었다. 1586년(선조 10년) 손엽이 다시 신도비를 썼는데 현재까지 전한다. 이언적의 신도비는 2006년 1월 2일 경상북도 유형문화재 제376-2호로 지정되었다.
1567년(선조 즉위년) 그의 증직을 청하는 상소가 올려져 1568년(선조 1) 2월 증직으로 증 대광보국숭록대부 의정부영의정(議政府領議政)에 추증되었다. 종묘의 명종의 묘정(廟庭)에 배향되고, 선조 즉위 초 도덕박문왈문 주의행덕왈원(道德博聞曰文 主義行德曰元)이라 하여 문원(文元)의 시호를 받았다. 1573년 경주 자옥산에 건립된 경주 옥산서원 등에 주향되고, 1610년(광해군 2) 성균관 문묘에 종사되었다.
퇴계 이황은 그를 현인이라 불렀다. 이황은 이언적을 정신적 스승으로 여겼고 그의 학통을 계승했다. 이황 이후의 영남 사림들도 자신들의 학문적 연원을 김종직-손중돈-이언적-이황으로 연결하여 김종직과 이언적으로 자신들의 학문적, 사상적인 뿌리, 연원으로 삼기도 했다. 그럼으로써 이언적은 영남학파의 창시자가 되었다.
대한민국시대에 와서 이언적의 주요저술 원본은 '이언적수필고본일괄'이라는 이름으로 보물 제586호로 지정되고, 경주의 독락당과 옥산서원에 보존되었다. 사당 달전재사는 경상북도 문화재자료 제202호로 지정되었고, 신도비는 훗날 달전재사 근처로 옮겨졌다.

## 연보
- 1491년(성종 22년) 11월 25일 경상북도 경주군 강동면 양동리 양좌촌(良佐村)의 외가 서재에서 태어나다.
- 1500년(연산군 6) 2월 아버지 이번 사망, 흥해군 도음산(興海郡 禱陰山)에 장사 지내다.
- 1502년(연산군 8) 2월 3년상을 마치고 외삼촌 손중돈(孫仲暾)의 문하에서 성리학을 수학하다. 손중돈은 김종직의 문인으로, 훗날 이언적이 사림의 또다른 적통[8]이자 영남학파의 정통으로 계승되는 근거가 된다.
- 1508년(중종 3) 함양박씨 박숭부(朴崇阜)의 딸과 결혼하다.
- 1513년(중종 8) 생원시에 합격하다. 鞭賈賦, 利口覆邦家賦를 짓다.
- 1514년(중종 9) 별시 문과에 합격, 권지교서관부정자(權知校書館副正字가 되다. 서정시(西征詩)를 짓다.
- 1515년(중종 10) 조광조의 도움 요청을 사양하고 경주 주학교관(慶州 州學敎官)으로 나갔다.
- 1517년(중종 12) 원조오성(元朝五箴)을 짓다. 선배학자이자 외삼촌인 망재 손숙돈(忘齋 孫叔暾)과 망기당 조한보(忘機堂 曺漢輔)의 무극태극설(無極太極說)을 비판하다.
- 1517년(중종 12) 7월 부정자를 거쳐 10월 정자가 되었다.
- 1518년(중종 13) 답망기당서(答忘機堂書) 4편을 쓰다.
- 1518년 12월 할아버지 이수회의 상을 당하다. 3년상을 하다.
- 1519년 기묘사화로 조광조 일파가 죽자 관직을 사양하게 된다.
- 1521년(중종 16) 4월 3년상을 마쳤으나 관직을 사양하고 삼성암(三聖庵)에 머무르며 학문 연구와 제자 교육에 전념하다.
- 1512년 8월 중종이 그를 홍문관박사 겸 경연사경(弘文館博士兼經筵司經), 춘추관기사관(春秋館記事官)이 되어 중종이 거듭 불러서 상경하다. 이때 왕명으로 이름을 언적(彦迪)으로 고쳤다. 이윤오취탕론 (伊尹五就湯論)을 짓다.
- 1522년(중종 17) 2월 세자시강원 설서가 되다.
- 1524년(중종 19) 어머니의 봉양을 위해 외직을 자청하였다.
- 1524년(중종 19) 6월 인동현감(仁同縣監)으로 부임하였다.
- 1527년(중종 22) 7월 시강원문학(侍講院文學), 8월 사헌부 장령이 되다.
- 1528년(중종 23) 2월 봉상시 첨정, 내자시부정(內資寺 副正)
- 1528년(중종 23) 6월 성균관사성
- 1528년(중종 23) 8월 경상도암행어사
- 1528년(중종 23) 11월 모친봉양을 위해 외직을 자청, 밀양부사(密陽府使)에 임명되었다.
- 1530년(중종 25) 11월 사간원 사간이 되다.
- 1531년(중종 26) 1월 김안로의 기용을 반대하다가 성균관사예로 좌천되었다.
- 1531년(중종 26) 김안로 일파의 탄핵으로 파직되어 귀향하다.
- 1532년(중종 27) 경주 자옥산(紫玉山)에 독락당(獨樂堂)을 짓고 학문 연구와 독서, 제자 양성을 하다.
- 1537년(중종 32) 장예원첨정(掌樂院僉正), 종부시첨정(宗簿寺僉正)
- 1537년(중종 32) 홍문관 교리ㆍ응교가 되다.
- 1537년(중종 32) 11월 김안로가 사사되자 요직에 발탁되었다.
- 1538년(중종 33) 2월 의정부검상
- 1538년(중종 33) 3월 청백리(淸白吏)로 녹선, 특별 가자되어 의정부좌사인(左舍人)이 되고 얼마 후 군기시정(軍器寺正)이 되다.
- 1538년(중종 33) 5월 홍문관 직제학
- 1538년(중종 33) 10월 전주 부윤
- 1539년(중종 34) 10월 중종에게 정사일강십목소를 올리다.
- 1539년(중종 34) 12월 병조참판 겸 세자우부빈객이 되다.
- 1540년(중종 35) 예조참판, 성균관 대사성
- 1540년(중종 35) 11월 사헌부 대사헌
- 1541년(중종 36) 3월 세자좌부빈객(左副賓客)이 되다.
- 1541년(중종 36) 4월 홍문관 부제학
- 1541년(중종 36) 9월 한성부 판윤(漢城府判尹)
- 1541년(중종 36) 10월 의정부 우참찬이 되다.
- 1542년(중종 37) 1월 이조판서
- 1542년(중종 37) 4월 지중추부사
- 1542년(중종 37) 8월, 사헌부 대사헌이 되다.
- 1542년(중종 37) 9월, 형조판서, 예조판서
- 1542년(중종 37) 11월, 좌참찬(左參贊)이 되다.
- 1543년(중종 38) 1월 홍문관제학 동지성균관사를 겸하다.
- 1543년(중종 38) 7월, 기묘명현들이 숭상하던 ≪소학≫을 강독하여 백성들을 교화시키는데 유념할 것을 건의하다.
- 1543년(중종 38) 7월, 경상도 관찰사가 되다.
- 1544년(인종 1) 봄, 규암 송인수(宋麟壽)와 백양사(白場寺)에서 회합하다.
- 1544년(인종 1) 병으로 사임.
- 1544년(인종 1) 한성부우윤, 지중추부사
- 1545년(인종 2) 1월, 의정부우찬성으로 특진
- 1545년(인종 2) 좌찬성
- 1545년(인종 2) 여름, 병이 나아지자 비로소 지경연춘추관사(知經筵春秋館事)를 겸하다.
- 1545년(인종 2) 인종이 승하하자 좌찬성으로서 元相을 맡다.
- 1545년(명종 즉위년) 7월, 명종이 즉위하자 수렴청정(垂簾聽政)의 논의를 결단하였다.
- 1545년(명종 즉위년) 명종에게 〈정부서계십조 政府書啓十條〉를 올리다.
- 1545년(명종 즉위년) 8월, 판의금부사를 겸하다.
- 1545년(명종 즉위년) 위사공신(衛社功臣) 3등에 錄勳되고 驪城君에 봉해지다.
- 1545년(명종 즉위년) 12월, 사직하고 고향으로 돌아갔다.
- 1546년(명종 1) 7월, 중추부판사(中樞府判事)
- 1546년(명종 1) 9월, 이기(李芑), 윤원형(尹元衡)에 의해 탄핵, 훈작(勳爵)이 삭탈되다.
- 1547년(명종 2) 윤9월, 양재역 벽서 사건(良才驛壁書事件)으로 인해 삼사의 탄핵을 받고 함경남도 강계부(江界府)에 귀양 안치되다.
- 1548년(명종 3) 6월, 모친상을 당하다.
- 1549년(명종 4) 10월, 저서 대학장구보유를 짓다.
- 1550년(명종 5) 8월, 유배소에서 봉선집의(奉先雜儀)를 짓다.
- 1550년(명종 5) 10월에 求仁錄을 짓다. 진수팔규(進修八規)를 짓다.
- 1553년(명종 8) 중용구경연의(中庸九經衍義)를 짓다.
- 1553년(명종 8) 중용구경연의를 집필하던 중 미완, 11월에 병으로 卒하다.
- 1554년(명종 9) 11월, 흥해군(興海郡) 도음산(禱陰山) 선영에 묻히다.
- 1556년(명종 21) 8월 이전인(李全仁)이 진수팔규를 올리고, 이어 복작(復爵)되었다.
- 1556년(명종 21) 10월, 퇴계 이황(退溪 李滉)이 그의 행장(行狀)을 짓다. 이황은 말년에 자신의 저서와 학문 연구 외에도 이언적의 자료와 저술을 정리, 간행하였다.
- 1567년(명종 22) 11월, 왕이 유문을 수습하도록 명하다.
- 1568년(선조 1) 2월, 증직으로 증 대광보국숭록대부의정부영의정에 추증되다.
- 1569년(선조 2) 8월 문원(文元)의 (道德博聞曰文 主義行德曰元)의 시호가 내리고 명종의 묘정에 배향되었다.
- 1573년(선조 6) 경주의 독락당(獨樂堂) 아래에 서원이 건립되다.
- 1573년(선조 6) 12월 경주 독락당 서원에 선조의 왕명으로 옥산서원(玉山書院)으로 사액이 편액되었다.
- 1610년(광해군 2) 9월 성균관 문묘(文廟)에 종사되다.

## 저서 및 작품

### 저작
- 《회재집 晦齋集》
- 《구인록 求仁錄》 4권(1550)
- 《봉선잡의 奉先雜儀》(1553)
- 《대학장구보유 大學章句補遺》(1549)
- 《속대학혹문》
- 《중용구경연의 中庸九經衍義》(1553)
- 《중용구경연의》
- 《관서문답록 (關西問答錄)》

### 작품
- 손중돈묘비문

## 가족관계
슬하에 자식이 없어 사촌동생 군수 이통(李通)의 삼남인 이응인(李膺仁)을 양자로 들였다. 서자가 있다. 또 그의 동생 농재 이언괄도 아들이 없어서 사촌의 아들 매헌 이응기(李應期)를 양자로 들였다.
- 11대조(遠祖) : 이직재(李直才), 고려 여주 호장,
- 10대조(시조) : 이세정(李世禎), 고려 향공진사, 개성 이주
  - 증조부 : 이숭례(李崇禮), 진의부위, 증 병조참판
  - 증조모 : 청주 양씨
    - 조부 : 이수회(李壽會), 무과, 훈련원참군, 증 이조판서
    - 조모 : 경주 이씨(양월방 월성이씨), 가선대부(嘉善大夫) 검교한성윤(檢校漢城尹)[9] 이지대(李之帶)[10]의 손녀. 생원 이점(李點)의 차녀.
      - 부 : 이번(李蕃) (1463년-1500년 2월),생원, 증 의정부 좌찬성
      - 모 : 경주 손씨(? - 1548년 6월, 계천군 손소(孫昭)의 딸)
        - 배위 : 정경부인 함양 박씨,훈도 박숭부(朴崇阜)의 딸, 이조참판 및 오위도총부 부총관,전라도안렴사,함경도병마사 박성양(朴成陽)의 증손녀
          - 적자(양자) : 이응인(李膺仁), 사옹원 판관, 증 승정원 좌승지
          - 며느리 : 함양 박씨, 박숭부의 조카손녀
          - 며느리 : 인동 장씨, 세마 장응기의 딸
            - 손자 :이의윤(李宜潤), 호는 무첨당 -> 여강 이씨 무첨당파 회재 이언적 종가
            - 손자 :이의징(李宜澄) (양동마을 양졸당)-> 여강 이씨 양졸당파
            - 손자 :이의활(李宜活)(양동마을 설천정,성균전적,함경도사,인조반정후 순천부사,흥해군수)->여강 이씨설천정파
            - 손자 :이의잠(李宜潛)(양동마을 수졸당, 사마, 하양현감)-> 여강 이씨 수졸당파
            - 서손자 : 이의온(李宜溫) (포항 우각마을 오의정) -> 여강 이씨 오의정파

        - 실 : 양주 석씨, 김포군 만호 석귀동의 얼녀
          - 서자 : 이전인(李全仁), 성리학자 (독락당)
            - 서손자 : 이준(李浚), 호는 구암, 성리학자 -> 여강 이씨 구암공파
            - 서손자 : 이순(李淳), 호는 치암 -> 여강 이씨 치암공파

        - 제 : 이언괄(李彦适, 호는 농재(聾齋))(양동마을 향단파)

      - 숙부 : 이필(李苾, ?-?), 별시위
      - 숙모 : 오천 정씨, 정흔(鄭昕)의 딸, 정몽주 후, 경주 손씨, 대사성 손번의 딸
        - 종제(사촌동생) : 이통(李通), 식과, 금산군수, 경력

  - 외증조부 : 계성군 병조참의 손사성(孫士晟, 1396-1477), 경북 청송
  - 외증조모 : 안동 권씨 권명리(權明利)의 딸.
    - 외조부 : 손소(孫昭, 1433년 - 1484년) - 시호 양민, 양동마을 입향조
    - 외조모 : 풍덕 류씨(豊德柳氏, ? - 1510년 8월 4일)
      - 외삼촌 : 손백돈[11]
      - 이모 : 월성손씨
      - 이모부 : 금원형(琴元亨)
      - 외삼촌 : 손중돈(孫仲敦, 우재(愚齋), 1464년 - 1529년)
      - 외삼촌 : 손숙돈(孫叔暾, 망재(忘齋), ? - ?)
      - 외삼촌 : 손계돈(孫季暾)
      - 외삼촌 : 손윤돈(孫閏暾)
      - 이모 : 월성손씨
      - 이모부 : 강중묵(姜仲默)

## 사상과 신념, 치적
이언적은 조선조 유학, 곧 성리학의 정립에 선구적인 인물로서 유학의 방향과 성격을 밝히는 데 중요한 구실을 하였다. 그것은 주희(朱熹)의 주리론적 입장을 정통으로 확립하는 것이 그의 신념이기도 했다. 또한 사서육경과 그 중에서도 《대학》과 《중용》의 정신을 수기(修己)와 치인(治人)에 우선적으로 있다고 보았다.
그는 조선시대 성리학의 정립에 선구적인 인물로서 성리학의 방향과 성격을 밝히는 데 중요한 역할을 하였고, 주희(朱熹)의 주리론적 입장을 정통으로 확립하여 이황(李滉)에게 전해주었다. 그에 의하면 이와 기는 서로 분리된 것으로 이가 기보다 우위에 있으며 이로써 기를 통제하고 다스려야 된다고 보았다. 당시는 정치적으로 기득권인 훈구파와, 비교적 덜 부패했던 사림파가 있었으며 훈구파에 의해 사림파가 억압받는 입장에 서 있었다. 독창적인 이기론과 사회에 비판적이었던 것, 실천을 중요시한 점 등은 그대로 이황과 남인과 일부 북인 학파에게 전달되었다.

### 이우위설
그는 이와 기에서 이가 중심, 주도가 되어야 한다는 이우위설(理優位說)을 주창했다. 이는 이황의 이기이원론에 영향을 주었다. 사물의 이와 기 중 이가 기를 다스려야 된다고 하였다. 이가 기보다 우월한 위치에 있다고 본 이우위설은 한세대 뒤 이황에게 계승되어 이기이원론이자 이가 기를 다스려야 된다는 이론을 확립시킨다. 여기에서 이는 인간의 도덕과 덕성이고 기는 평범하고 세속의 행동, 욕심 등을 포함한다. 따라서 그의 계승자와 이황 학파를 비롯한 일부 사림은 기를 지배하고 다스리는 것은 당연한 것으로 받아들였다. 이는 동인과 그 후신인 남인 붕당의 이념이 되었다.
그는 27세 때 당시 영남지방의 선배학자인 손숙돈(孫叔暾)과 조한보(曺漢輔) 사이에 토론되었던 성리학의 기본쟁점인 무극태극논쟁(無極太極論爭)에 뛰어들어 이가 주가 되어야 한다는 주희의 주리론적 견해로서 손숙돈과 조한보의 견해를 모두 비판하여 자신의 학문적 견해를 밝혔다. 이 논쟁에서 이언적은 이기론(理氣論)의 주리론적 견해를 통해 이선기후설(理先氣後說)과 이기불상잡설(理氣不相雜說)을 강조하였다. 이러한 이우위설의 견해는 이황(李滉)에게로 계승되는 영남학파의 성리설로 이어졌다.

### 수신, 덕치론
그는 하늘(天道 · 天心)과 백성(人心)에 순응하며, 마음을 다스리는 수양(養心 · 敬心)에 힘쓸 것을 중요시 하는 도학적 수양론을 경세의 근본이라 지적하였다. 1517년에 지은 〈오잠(五箴)〉에서 그는 사람의 도리로 '하늘을 두려워 함'(畏天), '마음을 배양함'(養心), '공경하고 신뢰하는 마음'(敬心), '허물과 잘못을 고침'(改過), '신념과 믿음을 독실하게 하는 것'(篤志)을 지적하였다.
그는 출사 후에도 중종과 인종 때에 경연과 상소를 통해 임금이 먼저 모범을 보여야 된다는 점과 덕으로써 통치해야 됨을 역설, 강조하였다. 1537년 중종에게 올렸던 상소문인 〈일강십목소〉와 〈진수팔규(進修八規)〉와 1545년 명종이 즉위하자 올린 〈서계 10조 書啓十條〉를 통해 정치와 민생, 국가의 통치원리를 제시하였다. 여기에서 그는 경세의 근본으로 임금과 관료들이 먼저 솔선수범해야 된다고 지적하였다. 임금이 우선적으로 자기 수양을 게을리 하지 말고 덕을 쌓아야 된다 하였으며, 하늘의 도리, 곧 천도에 순응하고 백성의 마음, 곧 인심을 바로잡으며 나라의 근본을 배양하여야 함을 역설, 왕도정치의 기본이념을 추구하였다. 또한 임금이 솔선수범하여 사치와 탐욕을 경계하고 나라의 기강을 바로잡을 것 등의 도학적 경세론을 제시하고 있다.
《구인록》 4권에서 그는 유교경전의 핵심개념으로서 인(仁)에 대한 그의 집중적인 관심을 보여주고 있다. 그는 유교의 여러 경전과 송대 도학자들의 설에 인의 본체와 실현방법에 관한 유학의 근본정신을 확인하고자 하였다.
〈일강십목소〉에서 그는 가장 중요한 것은 '임금의 마음 씀씀이(人主之心術)'를 지적하였으며, 나머지
- '언로를 넓히고 다양한 말을 들을 것',
- '사치욕심의 경계하고 검소할 것',
- '국가 근본의 배양',
- '가정법도의 엄숙함',
- '조정기강과 매사의 공명정대',
- '인재취사의 신중한 선택',
- '하늘의 도리에 순응',
- '먼저 군자의 길을 닦고 수양할 것',
- '일을 추진하기 전에 항상 살핌을 도모할 것'

등 을 제시하였다.
그는 군주와 국가, 선비가 나갈 길로서 먼저 모범을 보이고 실천하는 것을 강조하였다. 저서 중의 하나이며 29권으로 된 《중용구경연의》에서도 천하국가를 통치하는 9가지 덕목을 요약하여 9경(九經)이라 하여 수신(修身), 존현(尊賢), 친친(親親) 경대신(敬大臣), 체군신(體群臣), 자서민(子庶民), 내백공(來百工), 유원인(柔遠人), 회제후(懷諸候)로 요약하였다.
이로써 그는 사후 조선조 성리학 도통의 정통이자 도학의 학문과 실천에 모범이 되는 우뚝한 봉우리로 추모되었다.

### 예론
그는 하늘의 뜻인 천도(天道), 천심(天心)과 백성(人心)에 순응하며, 스스로 마음을 다스리고 욕심과 사를 제거하기 위해서 양심(養心)과 경심(敬心) 등의 수양에 힘쓸 것을 말하며, 도학적 수양론을 만사와 경세의 근본이라 하였다.
그는 조선의 유학자들 중 예에 대한 견해를 독자적으로 밝힌 초기의 학자들 중의 한사람이며, 예학의 선구자 내지는 예학의 시조의 한사람 혹은 영남 예학의 시조의 한 사람으로 보기도 한다. 그는 도학과 덕의 근본으로 가정에서, 개인들이 예를 지키는 것으로 보았다. 저서인 《봉선잡의》 2권에서는 도학의 보편화와 이의 실천을 주장했고, 도학의 실천적 규범인 예서를 제시한 것으로서 조선조 후기 예학 형성의 참고 자료가 되기도 했다.

### 학문의 독창성
그는 주희와 그의 가르침을 정통으로 보면서도 기존의 사상을 그대로 수용하지는 않았다. 원시유학과 사서육경부터 시작해서 주희 등의 학문을 독창적이고 독자적으로 해석을 가한다. 이는 휠씬 자율적인 학문 연구와 자유로운 해석의 시발점이 된다. 《대학장구보유》와 《속대학혹문》에서 그는 새로운 해석을 하여 주희의 《대학장구》나 《대학혹문》의 범위를 넘어서려는 그의 독자적인 학문세계를 제시하고 있다. 곧이어 주희가 《대학장구》에서 제시한 체계를 개편, 순서를 재배치하기도 하였다.
그의 저술들은 진덕수(眞德秀)의 《대학연의》가 대학체계를 통치원리의 구체적 실현방법에 응용하였던 것에 상응한 저술로 평가된다. 또한 후대에 그의 학통을 간접적으로 계승한 윤휴의 중용장구와 사서육경에 대한 독창적인 해석, 갈암 이현일(李玄逸)의 《홍범연의(洪範衍義)》를 저술하는 것에 영향을 주기도 했다.
또한 주희가 중요하게 여기고 역점을 두었던 '격물치지보망장'(格物致知補亡章)을 그는 인정하지 않고, 그 대신 《대학장구》의 경 1장에 들어있는 두 구절을 격물치지장으로 옮겨서 해석하는 계획을 하였으며, 이런 개편에 대해서 주희가 다시 나오더라도 이것을 따를 것이라는 확신을 보여주기도 했다. 이러한 그의 태도는 주희의 한 글자 한 구절을 금과옥조로 삼아 존숭하는 후기의 학문태도에 비하여 매우 창의적인 학문정신을 보여준다.
《중용구경연의》 29권에서도 그는 주희의 《중용장구》나 《중용혹문》의 체계를 훨씬 벗어나서 천하국가를 통치하는 방법을 9가지로 나눠서 9경(九經)이라 하고 그 방법을 독자적으로 나눠서 수신(修身), 존현(尊賢), 친친(親親) 경대신(敬大臣), 체군신(體群臣), 자서민(子庶民), 내백공(來百工), 유원인(柔遠人), 회제후(懷諸候)로 요약하고 이를 통해 중용정신을 밝히려 하기도 했다.

### 자유로운 학문관
그는 사서육경과 주자의 견해 등을 모두 그대로 받아들이지 않고 새로이 자신의 견해와 주석을 첨가하거나, 비슷한 내용을 한데 묶어서 새로 개편하는 등의 작업을 하였다. .
또한 모든 경전의 내용을 그대로 다 받아들일 필요는 없다고 보았다. 그의 태도는 주희의 한 글자 한 구절을 금과옥조로 삼아 존숭하거나, 경전의 내용을 모두 무오류로 보고 교조적으로 해석하던 후기 도학자들의 학문 태도에 비해 훨씬 자율적이고 창의적인 학문 정신으로 계승되었다.

### 현실 참여론
중종 말기와 명종 초기 훈구파가 주도하는 정국에 참여한 것과 을사사화 당시 위관과 추관의 한사람으로 참여한 것을 두고 두세대 뒤의 성리학자 이이는 그가 을사사화에 곧은 말로 항거하지 않고 절개를 지키지 않았다고 비판하였지만 그는 불의와 타협하지 않으면서도 온건한 해결책을 추구하려 하였다.
그는 사화가 거듭되는 사림의 시련기에 살았던 선비로서 훈구파에 의해 사림파가 숙청되거나 패하는 현실을 보고 불의가 승리하는 현실로 보았다. 초기에는 조광조 등의 참여 요청을 사양, 거절하였지만 나중에 그는 참여를 통해 문제를 해결해 나가야 된다는 생각으로 서서히 생각을 선회하였다.
을사사화 당시에는 그 자신이 좌찬성과 의금부판사의 중요한 직책으로서 위관을 맡으면서 윤원형, 이기 일파에 의해 무고나 연좌로 끌려온 선비들을 보호하려고 애썼다. 그는 사림과 훈구파 권력층 사이에서 억울한 사림 인사들의 희생을 막으려고 최대한 변호, 노력하다가 연이어 터진 정미사화와 양재역 벽서 사건으로 그 자신이 사화의 희생물이 되고 말았다.

## 평가
그는 조선시대의 가장 위대한 학자 중 한 사람으로 존경을 받고 있으며, 성리학의 큰 줄기인 영남학파의 창시자로 여겨진다. 무엇보다 그는 기존의 <소학> 중심의 실천철학에서 <대학> 중심의 본격적인 성리학 저술을 남긴 최초의 학자였다. 그리고 그의 주리(主理)론학설은 이황에게 막대한 영향을 주었으며, 무극태극 논쟁에 크게 기여했다. 생전인 1538년(중종 33)에는 청백리(淸白吏)로 녹선되었으며, 사후 동방오현 및 동국18현으로 추앙되고 있다.
조선시대 성리학의 재정립에 선구적인 인물로서 성리학의 방향과 성격을 밝히는 데 중요한 역할을 하였고, 관료생활 중 기묘사화로 타격을 입은 사림파들의 등용을 통해 사림의 부활을 위해 노력하였으며 주희(朱熹)의 주리론적 입장을 정통으로 확립하여 퇴계 이황(李滉)에게 전해주었다.
이황은 그에게 직접 수학하지는 않았으나 그를 통해 자신의 학문적 정통성을 주장하였다. 후에 퇴계 이황은 그를 한훤당 김굉필, 일두 정여창, 정암 조광조와 함께 동방사현 또는 여기에 포은 정몽주, 점필재 김종직을 포함해 동방육현으로 추모하였다. 그러나 대학장구본이 중국에서는 양명학적 경향과 연결이 되어 있는데 반하여, 이언적의 대학장구 개정본은 주자학적인 사유체계의 완결성을 표시한다는 평가도 있다. 그러나 대학장구와 경전에 대한 독자적인 재해석과 개정으로, 조선 후기 상당한 논란과 비판을 받기도 했다.

## 기타
그가 을사사화 당시 절개를 지키지 못했다고 비판하던 학자들 중에는 율곡 이이도 있었다.
이이는 그가 '을사사화 당시 곧은 말로 항거하며 절개를 지키지 못했다'며 비판했다. 그런데 그를 비판하던 이이는 이기의 재종손이었다.
한편 유배소에서 명종에게 올릴 책 을 특별히 한 권 편집하였으나 서문을 써주기로 한 홍섬(洪暹)이 내용을 보고 시의(時議)에 맞지 않는다는 이유로 만류했으므로 끝내 올리지 못했다.
포항시 남구 안일읍 달전리의 사당 달전재사 뒤편으로 그의 일가족 묘소가 조성되어 있다. 이언적 내외의 묘소, 뒤편에는 양자 이응인의 묘, 그 위로는 동생 이언괄의 양자인 이응기의 처의 묘, 이언적의 부모 이번과 경주 손씨 내외의 쌍분, 맨 위로는 동생 이언괄의 묘소가 있다.
그는 족도세계를 작성했는데, 이는 족보와 선조에 대한 것을 종이로 간략하게 표시한 것이다. 자신의 본가 부계쪽 족도세계, 자신의 조부의 처가 족도세계와 어머니 경주손씨의 족도세계, 그리고 소실 양주석씨 부인의 족도세계 등도 작성하였고 현재까지 전하고 있다.

### 학문적 연원
학맥상으로는 백이정과 안향에게까지 거슬러 올라가는데, 외삼촌이기도 한 스승 손중돈을 통해 정몽주-길재의 학통과도 연결된다.
백이정, 안향→이제현→이색→정도전

　　　　　　　　　　　　　→이숭인

　　　　　　　　　　　　　→정몽주→권근

　　　　　　　　　　　　　　　　　　→권우→세종대왕

　　　　　　　　　　　　　　　　　　　　　→정인지

　　　　　　　　　　　　　　　　　　→길재→김숙자→김종직→정여창

　　　　　　　　　　　　　　　　　　　　　　　　　　　　　→김굉필→조광조

　　　　　　　　　　　　　　　　　　　　　　　　　　　　　　　　　→김안국

　　　　　　　　　　　　　　　　　　　　　　　　　　　　　　　　　→김정국

　　　　　　　　　　　　　　　　　　　　　　　　　　　　　　　　　→주계부정 이심원

　　　　　　　　　　　　　　　　　　　　　　　　　　　　　→김일손

　　　　　　　　　　　　　　　　　　　　　　　　　　　　　→손중돈→이언적

　　　　　　　　　　　　　　　　　　　　　　　　　　　　　→김전

　　　　　　　　　　　　　　　　　　　　　　　　　　　　　→남곤

외삼촌이자 스승인 손중돈은 김종직의 문인의 한사람으로, 김종직의 학통은 안향-백이정-이제현-이색-정몽주-길재-김숙자로 이어지는 정통 사림학통이었다.

### 시조
그의 시문과 작품들은 임진왜란과 정유재란, 병자호란, 정묘호란 등을 거치면서 상당부분 실전되었다. 《해동가요(海東歌謠)》 등에 그가 지은 시조가 몇 수 전한다.
'천복지재(天覆地載)하니 만물의 부모(父母)이로다 / 부생모육(父生母育)니 이 나의 천지(天地)로다 / 이 천지, 저 천지(天地) 즈음에 늙을 뉘를 모르리라'
이는 하늘과 땅이 만물의 부모이고, 부모는 곧 나를 낳고 기르니 나의 천지라는 것이다. 한글언문으로 된 이 시는 해동가요에 수록되었다.

### 묘소
묘소는 포항시 남구 연일읍 달전리 포항공원묘원과 달전터널 근처에 있으며, 달전재사 옆에 세워진 신도비 옆에 있는 길이 묘소 입구이다.
맨 아래에는 이언적과 그 부인 함양 박씨의 묘소가 있고, 그 위에는 이언적의 양자인 이응인 부부의 묘소, 동생 이언괄의 아들의 묘소, 맨 위에는 이언적의 아버지 이번과 어머니 경주손씨 내외의 묘소가 소재해 있다.

## 미디어에서
- 여인천하 - 이지형

## 같이 보기
| - 기묘사화 - 을사사화 - 이황 - 서경덕 - 조식 - 송시열 - 김장생 - 김집 - 박세채 - 조광조 - 성수침 - 이현보 - 백인걸 - 이이 - 성혼 | - 윤임 - 윤원형 - 이기 - 유관 - 유인숙 |

## 참고 문헌
- 중종실록
- 명종실록
- 대동야승
- 연려실기술
- 국조방목
- 국조인물지
- 국조인물고
- 지장집략

## 관련 서적
- 임석진 외, 《철학사전》 (중원문화, 2009)
- 이덕일, 《사화로 보는 조선 역사》(도서출판 석필, 2004)
- 이덕일, 《사화로 보는 조선 역사》(도서출판 석필, 2002)
- 구미문화원, 《구미시지》(구미문화원, 2000)
- 박영규, 《한 권으로 읽는 조선왕조실록》 (도서출판 들녘, 1998)
- 이가원, 《이조명인열전》 (을유문화사, 1965)